# بایولاین‌آراکس
بایولاین‌آراکس (انگلیسی: BioLineRx) شرکت داروسازی اسرائیلی است، که در سال ۲۰۰۳ تأسیس شد.